# HMS Acheron (H45)
HMS Acheron (H45) là một tàu khu trục lớp A của Hải quân Hoàng gia Anh Quốc. Nó đã phục vụ trong Chiến tranh Thế giới thứ hai tại vùng biển nhà và ngoài khơi bờ biển Na Uy cho đến khi bị mất sớm trong chiến tranh do chạm phải thủy lôi ngoài khơi đảo Wight vào ngày 17 tháng 12 năm 1940. Địa điểm xác tàu đắm là một di tích được bảo vệ theo Luật bảo vệ Di sản Hải quân 1986.

## Thiết kế và chế tạo
Acheron được đặt hàng vào ngày 29 tháng 5 năm 1928 cho xưởng tàu của hãng John I. Thornycroft & Company tại Woolston, Hampshire trong khuôn khổ Kế hoạch Hải quân 1927. Nó được đặt lườn vào ngày 29 tháng 10 năm 1928, được hạ thủy một năm sau đó vào ngày 18 tháng 3 năm 1930 và đưa ra hoạt động vào ngày 13 tháng 10 năm 1931. Tuy nhiên, nó mắc phải một số vấn đề về cơ khí vốn trở nên rõ ràng ngay trong năm phục vụ đầu tiên, và tiếp tục gây hại suốt cuộc đời hoạt động bất kể một loạt các cải biến và tái trang bị. Khi Chiến tranh Thế giới thứ hai nổ ra vào tháng 9 năm 1939, nó đang được sửa chữa tại Portsmouth và không thể sẵn sàng phục vụ cho đến tận tháng 12 năm 1939.

## Lịch sử hoạt động
Sau khi hoàn tất việc sửa chữa và tái trang bị, Acheron gia nhập Chi hạm đội Khu trục 16 thuộc Hạm đội Nhà tại Scapa Flow vào ngày 23 tháng 3 năm 1940. Chi hạm đội sau đó được bố trí đến Khu vực Tiếp cận phía Tây và Bắc Hải. Sau khi Đức xâm chiếm Na Uy vào ngày 9 tháng 4 năm 1940, Acheron được bố trí cùng với chi hạm đội trong vai trò bảo vệ đoàn tàu vận tải và hộ tống hạm đội để hỗ trợ cho các cuộc đổ bộ quân sự lên Na Uy. Vào ngày 17 tháng 4, nó cùng với tàu chị em Arrow nằm trong thành phần hộ tống cho các tàu tuần dương Galatea, Arethusa, Carlisle và Curacoa; các tàu tuần dương đã cho đổ bộ binh lính lên Åndalsnes và Molde. Khi đến Åndalsnes vào ngày 18 tháng 4, Acheron được cho tách ra làm nhiệm vụ tuần tra và hộ tống; sau đó nó hộ tống cho tàu sân bay Glorious đi từ Scapa Flow trước khi được bố trí cùng các tàu khu trục Antelope và Beagle ngoài khơi Namsos.
Vào ngày 31 tháng 5, Acheron, Acasta, Ardent, Highlander và Diana đã hộ tống cho các tàu sân bay Glorious và Ark Royal đi đến Na Uy bảo vệ cho cuộc triệt thoái sau cùng lực lượng Anh khỏi Na Uy, tức Chiến dịch Alphabet. Nhiệm vụ này hoàn tất vào ngày 9 tháng 6, khi Acheron quay trở lại các nhiệm vụ thông thường của chi hạm đội. Sau đó nó hoạt động tại khu vực eo biển Anh Quốc để hộ tống các đoàn tàu vận tải, và đã vào ụ tàu Portsmouth vào ngày 21 tháng 6 bổ sung pháo 3 in (76 mm) trên bệ góc cao để tăng cường khả năng phòng không. Trong khi di chuyển cách 10 mi (16 km) về phía Nam St. Catherine's Point vào ngày 20 tháng 7, nó bị máy bay ném bom bổ nhào của Không quân Đức tấn công, và bị hư hại bởi chín quả bom ném suýt trúng.
Nó bắt đầu được sửa chữa tại xưởng tàu Portsmouth từ ngày 6 tháng 8, nhưng đến ngày 24 tháng 8 nó lại bị hư hại nặng do một đợt không kích, làm thiệt mạng hai thành viên thủy thủ đoàn và bị thương ba người khác. Một quả bom ném trúng phía sau tàu và nổ tung, gây hư hại cho hệ thống động lực, tháp pháo "Y" cùng cấu trúc thượng tầng. Vì vậy công việc sửa chữa nó phải kéo dài cho đến tháng 10, tháp pháo "Y" được thay thế bằng bệ lấy từ chiếc tàu khu trục Boadicea, vốn bị hư hại từ tháng 6. Vào tháng 11, Acheron được giao nhiệm vụ như tàu khu trục huấn luyện tác xạ.

### Bị đánh chìm
Việc sửa chữa hoàn tất vào ngày 2 tháng 12 và nó bắt đầu chạy thử máy sau sửa chữa. Vào ngày 17 tháng 12, Acheron di chuyển ngoài khơi đảo Wight; việc chạy thử máy được tiến hành vào ban đêm, khi biển động nặng và gió Đông Bắc mạnh trong hoàn cảnh tối đen như mực. Trong lúc đang di chuyển cách 8 nmi (15 km) về phía Tây Tây Nam St. Catherine's Point, nó trúng phải một quả thủy lôi, gây hư hại nặng cấu trúc thượng tầng phía trước, và chính tốc độ nhanh của nó đã dìm nó xuống nước. Con tàu chìm chỉ trong vòng bốn phút, mang theo 196 thành viên thủy thủ đoàn và công nhân xưởng tàu vốn đang có mặt lúc thử máy. Chỉ có 19 người sống sót. Quả mìn có thể do máy bay Không quân Đức thả không theo sơ đồ dọc theo bờ eo biển Anh Quốc. Việc nó bị chìm không được công bố cho đến ngày 27 tháng 12 năm 1940.
Vào năm 2006, địa điểm xác tàu đắm của Acheron được công bố là một di tích được bảo vệ theo Luật bảo vệ Di sản Hải quân 1986.